# Conus olgiatii
Conus olgiatii is een in zee levende slakkensoort uit het geslacht Conus. De slak behoort tot de familie Conidae. Conus olgiatii werd in 2007 beschreven door Bozzetti. Net zoals alle soorten binnen het geslacht Conus zijn deze slakken roofzuchtig en giftig. Zij bezitten een harpoenachtige structuur waarmee ze hun prooi kunnen steken en verlammen.